# Patriarchální farnosti v USA
Patriarchální farnosti v USA je kanonická správní struktura ruské pravoslavné církve na území USA a Mexika.

## Administrativní dělení
V soustavě patriarchálních farností v USA se nachází 30 farností. Rozdělují se do 4 blahočiní:
Atlantské státy
- chrám svatého Mikuláše Divotvorce v Readingu (Pensylvánie)
- chrám svatého archanděla Michaela ve Filadelfii (Pensylvánie)
- chrám svatého Řehoře Bohoslova v Tampě (Florida)
- chrám svatého Ondřeje Prvozvaného ve Filadelfii (Pensylvánie)
- chrám svatého Mikuláše Divotvorce ve Wilkes-Barre (Pensylvánie)
- chrám svatých Petra a Pavla ve Scrantonu (Pensylvánie)
- chrám Svaté Trojice v Baltimoru (Maryland)
- chrám svatého Mikuláše Divotvorce v Chesteru (Pensylvánie)
- chrám svatého Jiřího Vítězného v Palmertonu (Pensylvánie)

Východní státy:
- chrám Tří svatých hierarchů v Garfieldu (New Jersey)
- chrám svatého Jiřího Vítězného v Bayside (New York)
- chrám Všech svatých působících na Rusi v Pine Bush (New York)
- chrám svatých Petra a Pavla v Elizabeth (New Jersey)
- chrám svatých Petra a Pavla v Passaic (New Jersey)
- chrám svatých Petra a Pavla v Manchesteru (New Hampshire)
- chrám Narození Jana Křtitele v Little Falls (New Jersey)
- chrám Povýšení životodárného Kříže v Hackettstown (New Jersey)
- chrám svatého Mikuláše Divotvorce v Bayonne (New Jersey)

Centrální státy:
- chrám svatého Innokentija Irkutského v Redfordu (Michigan)
- chrám svatého Mikuláše Divotvorce v Brookside (Alabama)
- chrám Zesnutí přesvaté Bohorodice v Benldu (Illinois)
- chrám Narození Krista v Youngstownu (Ohio)
- chrám svatého Mikuláše Divotvorce v Edinboru (Pensylvánie)
- chrám svatého proroka Eliáše v Battle Creeku (Michigan)
- chrám svatého Ondřeje Prvozvaného v East Lansingu (Michigan)
- chrám svatého Jana Zlatoústého v Grand Rapids (Michigan)
- chrám svatého archanděla Michaela v Redfordu (Michigan)

Zapadní státy:
- chrám svatého Mikuláše Divotvorce v San Franciscu (Kalifornie)
- chrám Kazaňské ikony Matky Boží v San Diegu (Kalifornie)
- chrám Pokrova přesvaté Bohorodice v Ciudad de México (Mexiko)

## Historie
Informace o historii pravoslavné církve na území USA a Amerického kontinentu viz. článek Pravoslavná církev v Americe.

## Seznam správců patriarchálních farností
- - 1970–1979 Nikodim (Rotov) dočasný správce
- 1970–1974 Makarij (Svystun) dočasný správce
- 1975–1976 Jov (Tyvonjuk) dočasný správce
- 1976–1982 Irynej (Serednij) dočasný správce
- 1987–1990 Kliment (Kapalin)
- 1990–1992 Makarij (Svystun)
- 1992–1999 Pavel (Ponomarjov)
- 2000–2009 Merkurij (Ivanov)
  - 2009–2010 Jov (Smakouz) dočasný správce
- 2010–2014 Justinian (Ovčinnikov)
- 2014–2018 Ioann (Roščin)
  - od 2018 Matfej (Andrejev) dočasný správce